# Ван Азиза Ван Исмаил
Ван Азиза Ван Исмаил (малайск. Wan Azizah Wan Ismail) (род. 3 декабря 1952 года, Сингапур) — политическая деятельница Малайзии, президент Партии народной справедливости.

## Краткая биография
Родилась в Сингапуре, но детство провела в Алор-Сетаре. Была вторым ребёнком из пяти детей. Отец Ван Исмаил Ван Махмуд 30 лет проработал государственным чиновником, дослужившись до поста члена Государственного совета безопасности. Мать — домохозйка. Дедушка по материнской линии был заморским китайцем. В 1955 году её родители уехали работать в Лондон и оставили её на попечении дяди Че Рус бин Тахира, который был главным инспектором здавоохранения штатов Кедах и Перлис.
В 1978 году окончила с золотой медалью Королевский колледж хирургов в Шотландии. Врач-гинеколог. Проработала 15 лет в Главной больнице Куала-Лумпура и в больнице при Университете Малайя до 1993 года, когда её супруг Анвар Ибрагим был назначен заместителем премьер-министра.

## Политическая деятельность
Занялась политикой в связи с устранением мужа Анвара Ибрагима с поста заместителя премьер-министра в 1998 году и осуждения его по обвинению в коррупции. После его ареста возглавила Движение за реформы, а 4 апреля создала и возглавила Национальную партию справедливости, которая после слияния с Народной партией Малайзии 3 апреля 2003 года стала называться Партией народной справедливости. В 1999 году одержала победу на всеобщих выборах от округа Перматанг-Паух и стала членом парламента. Повторила успех в 2004 и 2008 годах. Однако 21 июля 2008 года покинула парламент, чтобы дать возможность мужу баллотироваться на промежуточных выборах 26 августа 2008, победить на них и стать членом парламента. Анвар Ибрагим не мог участвовать во всеобщих выборах, состоявшихся в марте 2008 года, поскольку к тому времени ещё не истёк пятилетний срок после его освобождения из тюрьмы, в течение которого он, по закону, не имел права баллотироваться кандидатом в члены парламента.
На всеобщих выборах 2013 года не выставляла свою кандидатуру в члены парламента. В 2014 г., однако, баллотировалась на дополнительных выборах в Каджанге и победила вместо своего мужа, который, выставив там свою кандидатуру (с перспективой стать главным министром Селангора), вынужден был сойти с дистанции, ибо суд признал его виновным в актах мужелоства.

## Награды
- Орден комодора-защитника страны от губернатора Пинанга, дающий право на титул «Датук Сри» (2008)

## Семья
Замужем с 1979 года. Муж — лидер оппозиции Малайзии Анвар Ибрагим. Имеет 6 детей, старшая дочь — Нурул Изза Анвар — вице-президент Партии народной справедливости.